# Scolopendra (album)
Scolopendra è un album del gruppo di rock progressivo italiano Gli Alluminogeni, pubblicato dalla Fonit Cetra nel 1972.

## Tracce

### LP
Lato A
Testi e musiche di Daniele Ostorero, Patrizio Alluminio.
1. La natura e l'universo – 7:58
2. Scolopendra – 3:43
3. Che fumo c'è – 2:47
4. La stella di Atades – 4:39

Lato B
Testi e musiche di Daniele Ostorero, Patrizio Alluminio, eccetto ove indicato.
1. Thrilling – 7:07
2. Cosmo – 3:34 (Patrizio Alluminio)
3. Pianeta – 6:54

## Formazione
- Patrizio Alluminio - voce solista, organo hammond, pianoforte, piano preparato, organo a canne, harmonium, pianoforte elettrico
- Daniele Ostorero - batteria preparata, timpani, batteria
- Enrico Cagliero - chitarra elettrica, chitarra acustica, chitarra a dodici corde, basso

Note aggiuntive
- Giancarlo Chiaramello - produttore, supervisione artistica e direzione della sezione d'archi
- Registrazione effettuata presso lo studio Fonit-Cetra, Torino
- Danilo Girardi - tecnico della registrazione
- Amplificazioni ed effetti usati dagli Alluminogeni tipo Montarbo
- Franco Poli e Claudio De Maria - disegni copertina album originale
- Lari - foto copertina album originale[1]